# منتزه جوريم الوطني
منتزه جوريم الوطنية (بالتركية: Göreme Tarihî Milli Parkı)‏ منتزه جوريم التاريخي الوطني وهو حديقة وطنية في وسط تركيا. يحتل مساحة تبلغ حوالي 100 كيلومتر مربع (39 ميل مربع) ويقع في مقاطعة نوشهر. أصبح من مواقع التراث العالمي لليونسكو في عام 1985 تحت اسم منتزه جوريم الوطني ومواقع الصخور في كابادوكيا. يتميز المنتزه بمناظر طبيعية صخرية، متعرجة نتيجة تعرية الماء والرياح مع شبكة من المستوطنات القديمة المترابطة تحت الأرض.

## الوصف
يقع المنتزه الوطني في منطقة جبل حسن البركانية وجبل أرجياس في وسط الأناضول، بالقرب من أورجوب و قرية تشافوشين
وجوريم. تتكون منطقة المنتزه من هضاب وتلال عالية، وتقطعها الجداول ووديان الأنهار المنحوتة بالمياه، وتتميز الوديان بجوانب منحدرة بشدة. يتكون جزء من هذه المنطقة الوعرة من البازلت والقيعان السميكة من الطفة البركانية. هذه الطفلة هي نتيجة الرماد المنبعث من البراكين منذ ملايين السنين، والتي تصلدت في صورة صخرة ناعمة، وتم تغطيتها منذ ذلك الحين بالحمم الصلبة التي تشكل غطاء وقائيًا. تآكل هذا الغطاء على مدى آلاف السنين لتشكيل المنحدرات متعددة الألوان، وأبراج الصخور، والأعمدة، والمداخن الخرافية  تشهد هذه المنطقة هطولًا سنويًا يبلغ 380 مم وهناك القليل من الغطاء النباتي باستثناء الممرات النهرية.

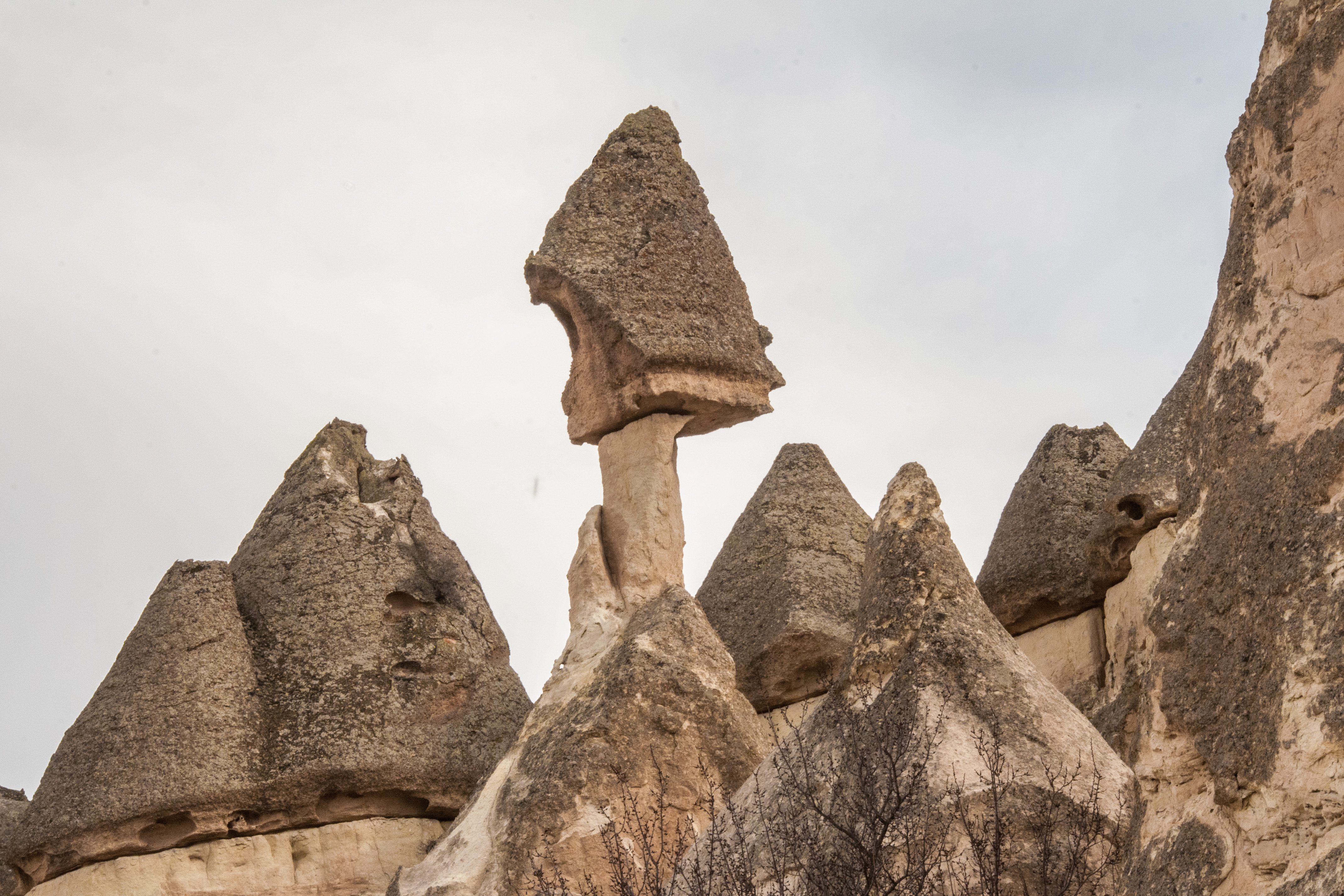
المداخن الخرافية قرب تشافوشين

ترجع العلامات الأولى للنشاط الرهباني في كابادوكيا إلى القرن الرابع عندما بدأت المجتمعات الصغيرة، بإتباع تعاليم باسيليوس قيصرية، أسقف قيصري، تسكن الخلايا المحفورة في الصخر. في وقت لاحق، لجأت المجتمعات معًا في القرى السرية لتجنب الهجمات عن طريق المغيريين العرب.

## مساكن تحت الأرض
استخدم الناس صخور الطفة البركانية الناعمة لتفريغ المساكن تحت الأرض. يُعتقد أن أقدم نشاط رهباني في كابادوكيا كان في القرن الرابع عندما بدأ النُساك في إخراج الخلايا من الصخر. من أجل مقاومة المغييرين العرب، وربطوا هذه الخلايا ببعضها وخلقوا مجتمعات تحت الأرض، مع كنائس صغيرة وغرف تخزين وأماكن معيشة. تم تطوير القرى والبلدات الصغيرة بهذه الطريقة، وبحلول عام 842م، كانت الكنائس تحت الأرض مزينة برسوم ملونة .
لا يزال الناس يعيشون في هذه المساكن تحت الأرض إلى اليوم، وقد تبين أنهم يعانون من ارتفاع غير متوقع في الإصابة ورم المتوسطة، وهو شكل من أشكال السرطان. وقد تم ربط ذلك باستنشاق ألياف الإريونيت، وهو معدن شائع في تكوينات الطفة البركانية.